# 第54回ダヴィッド・ディ・ドナテッロ賞
第54回ダヴィッド・ディ・ドナテッロ賞（だい54かいダヴィッド・ディ・ドナテッロしょう）の授賞式は、 2009年5月8日にローマで行われた。
ノミネートは2009年4月9日に発表された。『イル・ディーヴォ　魔王と呼ばれた男』が最多16件のノミネートを獲得し、『イル・ディーヴォ　魔王と呼ばれた男』と『ゴモラ』がそれぞれ最多7部門で受賞した。

## 受賞とノミネート一覧
太字が受賞者。

### 作品賞
- ゴモラ Gomorra（監督：マッテオ・ガッローネ）
- イル・ディーヴォ 魔王と呼ばれた男 Il divo[1]（監督：パオロ・ソレンティーノ）
- 恋するローマ 元カレ/元カノ Ex[2]（監督：ファウスト・ブリッツィ）
- 見わたすかぎり人生 Tutta la vita davanti（監督：パオロ・ヴィルズィ）
- 人生、ここにあり! Si può fare[3]（監督：ジュリオ・マンフレドニア）

### 監督賞
- マッテオ・ガッローネ（『ゴモラ』）
- プピ・アヴァーティ（『ボローニャの夕暮れ』[4]）
- パオロ・ソレンティーノ（『イル・ディーヴォ 魔王と呼ばれた男』）
- ファウスト・ブリッツィ（『恋するローマ 元カレ/元カノ』）
- ジュリオ・マンフレドニア（『人生、ここにあり!』）

### 新人監督賞
- ジャンニ・ディ・グレゴリオ（『Pranzo di ferragosto』）
- マルコ・アメンタ（『運命に逆らったシチリアの少女』[5]）
- ウンベルト・カルテーニ（『Diverso da chi?』）
- トニー・ディアンジェロ（『Una notte』）
- マルコ・ポンテコルヴォ（『パ・ラ・ダ』[5]）

### 脚本賞
- マウリツィオ・ブラウッチ、ウーゴ・キーティ、ジャンニ・ディ・グレゴリオ、マッテオ・ガッローネ、マッシモ・ガウディオーゾ、ロベルト・サヴィアーノ（『ゴモラ』）
- パオロ・ソレンティーノ（『イル・ディーヴォ 魔王と呼ばれた男』）
- ファウスト・ブリッツィ、マルコ・マルターニ、マッシミリアーノ・ブルーノ（『Diverso da chi?』）
- ファビオ・ボニファッチ、ジュリオ・マンフレドニア（『人生、ここにあり!』）
- フランチェスコ・ブルーニ、パオロ・ヴィルズィ（『見わたすかぎり人生』）

### プロデューサー賞
- ドメニコ・プロカッチ（『ゴモラ』）
- アウグスト・アッレーグラ、イザベラ・コクッツァ、ジュリアーナ・ガンバ、アルトゥーロ・パーリア（『Cover Boy - L'ultima rivoluzione』）
- アンドレア・オッキピンティ、ニコラ・ジュリアーノ、フランチェスカ・チーマ、マウリツィオ・コッポレッキア（『イル・ディーヴォ 魔王と呼ばれた男』）
- マッテオ・ガッローネ（『Pranzo di ferragosto』）
- アンジェロ・リッツォーリ（『人生、ここにあり!』）

### 主演女優賞
- アルバ・ロルヴァケル（『ボローニャの夕暮れ』）
- ドナテッラ・フィノッキアーロ『Galantuomini』
- クラウディア・ジェリーニ（『Diverso da chi?』）
- ヴァレリア・ゴリーノ（『ジュリアは夕べに出かけない』[6]）
- イラリア・オッキーニ（『Mar nero』）

### 主演男優賞
- トニ・セルヴィッロ（『イル・ディーヴォ 魔王と呼ばれた男』）
- ルカ・アルジェンテロ（『Diverso da chi?』）
- クラウディオ・ビジオ（『人生、ここにあり!』）
- ヴァレリオ・マスタンドレア（『考えてもムダさ』[7]）
- シルヴィオ・オルランド（『ボローニャの夕暮れ』）

### 助演女優賞
- ピエラ・デッリ・エスポスティ（『イル・ディーヴォ 魔王と呼ばれた男』）
- サブリナ・フェリッリ（『見わたすかぎり人生』）
- マリア・ナツィオナーレ（『ゴモラ』）
- ミカエラ・ラマッツォッティ（『見わたすかぎり人生』）
- カルラ・シニョーリス（『恋するローマ　元カレ/元カノ』）

### 助演男優賞
- ジュゼッペ・バッティストン（『考えてもムダさ』）
- クラウディオ・ビジオ（『恋するローマ　元カレ/元カノ』）
- カルロ・ブッチロッソ（『イル・ディーヴォ 魔王と呼ばれた男』）
- ルカ・リオネッロ（『Cover Boy - L'ultima rivoluzione』）
- フィリッポ・ニグロ（『Diverso da chi?』）

### 撮影監督賞
- ルカ・ビガッツィ（『イル・ディーヴォ 魔王と呼ばれた男』）
- アルナルド・カティナーリ（『I demoni di San Pietroburgo』）
- マルコ・オノラート（『ゴモラ』）
- イタロ・ペトリッチョーネ（『Come Dio comanda』）
- ヴィットーリオ・ストラーロ（『カラヴァッジョ 天才画家の光と影』）

### 作曲賞
- テオ・テアルド（『イル・ディーヴォ 魔王と呼ばれた男』）
- ブルーノ・ザンブリーニ（『恋するローマ 元カレ/元カノ』）
- Baustelle（『ジュリアは夕べに出かけない』）
- パオロ・ブォンヴィーノ（『Italians』）
- ピヴィオ＆アルド・デ・スカルツィ（『人生、ここにあり!』）

### オリジナル歌曲賞
- Herculaneum - 歌：ロバート・デル・ナジャ、ニール・ダヴィッジ（『ゴモラ』）
- Il cielo ha una porta sola - 歌：ビアージョ・アントナッチ（『恋するローマ 元カレ/元カノ』）
- Piangi Roma - 歌：Baustellefeat、ヴァレリア・ゴリーノ（『ジュリアは夕べに出かけない』）
- Per fare a meno di te - 歌：ジョルジア（『ただ、ひとりの父親』）
- Senza farsi male - 歌：カルメン・コンソーリ（『L'uomo che ama』）

### 美術賞
- フランチェスコ・フリジェーリ（『I demoni di San Pietroburgo』）
- ジャンカルロ・バジーリ（『狂った血の女』）
- パオロ・ボンフィーニ（『ゴモラ』）
- ジャンティート・ブルキエッラーロ（『カラヴァッジョ 天才画家の光と影』）
- リーノ・フィオリート（『イル・ディーヴォ 魔王と呼ばれた男』）

### 衣装デザイン賞
- エリザベッタ・モンタルド（『I demoni di San Pietroburgo』）
- アレッサンドラ・カルディーニ（『ゴモラ』）
- マリオ・カルリーニ、フランチェスカ・カルヴェッリ（『ボローニャの夕暮れ』）
- ダニエラ・チャンチョ（『イル・ディーヴォ 魔王と呼ばれた男』）
- リア・モランディーニ（『カラヴァッジョ 天才画家の光と影』）

### メイクアップ賞
- ヴィットリオ・ソダーノ（『イル・ディーヴォ 魔王と呼ばれた男』）
- アレッサンドロ・ベルトラッツィ（『カラヴァッジョ 天才画家の光と影』）
- エンリコ・イアコポーニ（『狂った血の女』）
- ヴィンチェンツォ・マストラントニオ（『Due partite』）
- ルイジ・ロッケッティ（『I demoni di San Pietroburgo』）

### ヘアスタイリスト賞
- アルド・シニョレッティ（『イル・ディーヴォ 魔王と呼ばれた男』）
- エンツォ・チェーラ（『カラヴァッジョ 天才画家の光と影』）
- マリア・テレーザ・コリドーニ（『狂った血の女』）
- ミレッラ・ジンノート（『I demoni di San Pietroburgo』）
- フェルディナンド・メロッラ（『Due partite』）

### 編集賞
- マルコ・スポレティーニ（『ゴモラ』）
- エスメラルダ・カラブリア（『ジュリアは夕べに出かけない』）
- ルチアーナ・パンドルフェッリ（『恋するローマ 元カレ/元カノ』）
- クリスティアーノ・トラヴァリオーリ（『イル・ディーヴォ 魔王と呼ばれた男』）
- チェチーリア・ザヌーゾ（『人生、ここにあり!』）

### 録音賞
- マリチェッタ・ロンバルド（『ゴモラ』）
- エマヌエーレ・チェチェーレ（『イル・ディーヴォ 魔王と呼ばれた男』）
- マルコ・フィウマーラ（『恋するローマ 元カレ/元カノ』）
- ガエターノ・カリート、マルコ・グリッロ、ブルーノ・プッパロ（『Italians』）
- ブルーノ・プッパロ（『人生、ここにあり!』）

### 特殊視覚効果賞
- ニコラ・ズガンカ、ロドルフォ・ミリアリ（Vision）（『イル・ディーヴォ 魔王と呼ばれた男』）
- EDI（『Come Dio comanda』）
- Frame by Frame（『I demoni di San Pietroburgo』）
- ジュゼッペ・スクイラチ（『Italians』）
- Proxima（『見わたすかぎり人生』）

### 長編ドキュメンタリー賞
- Rata nece biti (La guerra non ci sarà)（監督：ダニエーレ・ガリャノーネ）
- 211: Anna（監督：ジョヴァンナ・マッシメッティ、パオロ・セルバンディーニ）
- Come un uomo sulla terra（監督：アンドレア・セグレ、ダグマウィ・イマー、リッカルド・ビアデーネ）
- Diario di un curato di montagna（監督：ステファノ・サヴェリオーニ）
- Non tacere（監督：ファビオ・グリマルディ）

### 短編映画賞
- レフェリー L'arbitro（監督：パオロ・ズッカ）
- L'amore è un gioco（監督：アンドレア・ロヴェッタ）
- Bisesto（監督：ジョヴァンニ・エスポジート、フランチェスコ・プリスコ）
- Cicatrici（監督：エロス・アキアルディ）
- La Madonna della frutta（監督：パオロ・ランディ）

### EU映画賞
- スラムドッグ$ミリオネア（監督：ダニー・ボイル）
- パリ20区、僕たちのクラス（監督：ローラン・カンテ）
- Etz Limon（監督：エラン・リクリス）
- 愛を読むひと（監督：スティーブン・ダルドリー）
- 戦場でワルツを（監督：アリ・フォルマン）

### 外国映画賞
- グラン・トリノ（監督：クリント・イーストウッド）
- ミルク（監督：ガス・ヴァン・サント）
- 扉をたたく人（監督：トム・マッカーシー）
- レスラー（監督：ダーレン・アロノフスキー）
- ウォーリー（監督：アンドリュー・スタントン）

### ヤング・ダヴィッド賞
- 人生、ここにあり! Si può fare（監督：ジュリオ・マンフレドニア）
- 恋するローマ 元カレ/元カノ Ex（監督：ファウスト・ブリッツィ）
- パ・ラ・ダ PA-RA-DA（監督、マルコ・ポンテコルヴォ）
- 運命に逆らったシチリアの少女 La siciliana ribelle（監督：マルコ・アメンタ）
- ただ、ひとりの父親 Solo un padre（監督：ルカ・ルチーニ）

### ダヴィッド特別賞
- クリスティアン・デ・シーカ
- パオロ・ヴィラッジョ
- ヴィルナ・リージ
- フルヴィオ・ルチザーノ